# Нешчарда (река)
Нешчарда или Нешчерда (блр. Нешчарда; рус. Нещерда) белоруска је река која протиче преко територије Расонског рејона на северу Витепске области, и десна је притока реке Дрисе (део басена Западне Двине и Балтичког мора).
Истиче из истоименог језера, и улива се у Дрису након 21 km тока. Укупна површина басена ове реке еје 346 km², док је просечан пад око 1 метар по километру тока. На нешто мање од 10% њеног тока налазе се бројна мања језера.